# Masacre del Campo de Marte

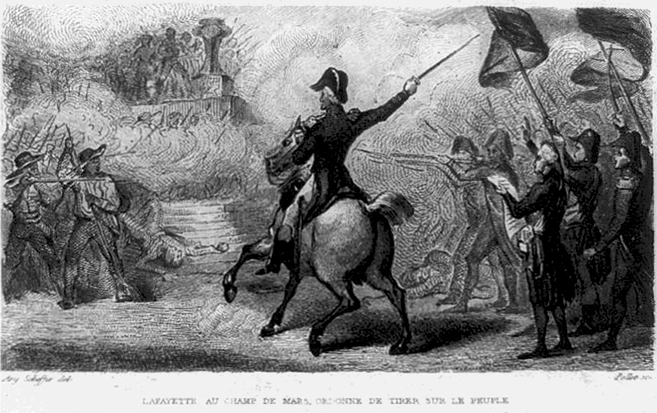
Laffayete en el Campo de Marte, ordena disparar al pueblo, por Ary Scheffer (1807).

La masacre del Campo de Marte fue un acontecimiento que tuvo lugar el 17 de julio de 1791 en París durante la Revolución francesa, cuando varios ciudadanos fueron asesinados por miembros de la Guardia Nacional durante la segunda celebración de la Fiesta de la Federación (la primera, celebrada el 14 de julio de 1790 —primer aniversario de la toma de la Bastilla—, había discurrido en paz, sin que se hubiera producido ningún incidente). 
Dos días antes, la Asamblea Nacional Constituyente había emitido un decreto mediante el cual el rey Luis XVI seguiría ocupando el trono bajo una monarquía constitucional, siendo tomada dicha decisión a pesar del fallido intento de huida del rey y su familia, un mes antes, en la conocida como fuga de Varennes.

## Contexto
La huida de Luis XVI y su familia a Varennes había provocado una gran agitación política; los ciudadanos se sintieron traicionados y empezaron a experimentar un sentimiento de odio hacia el rey. La Asamblea había recibido información sobre la posible existencia de un plan de huida del rey, el cual había empezado a gestarse a principios de 1791, si bien no fue preparado con el suficiente cuidado, existiendo sospechas por parte de algunos trabajadores del Palacio de las Tullerías, residencia de la familia real, filtrándose información sobre el plan de fuga a la prensa. El marqués de La Fayette juró que dicha información no era veraz, si bien se demostró lo contrario tras el intento de huida del monarca y su familia, por lo que La Fayette y la Asamblea decidieron difundir la falsa noticia de que el rey había sido secuestrado. Finalmente, después de que la familia real fuese traída de vuelta a la capital, la Asamblea decidió que el rey debía formar parte del nuevo gobierno en caso de permitir la constitución.
Cuando la masacre tuvo lugar, el Tercer Estado había empezado a experimentar un aumento en sus divisiones internas. Muchos trabajadores estaban descontentos con el cierre de varios negocios, lo que había provocado la pérdida de puestos de trabajo. Del mismo modo, los oficiales más capacitados se sentían molestos debido a la ausencia de subidas salariales tras el comienzo de la Revolución, provocando el intento de huida del rey el incremento de dichas tensiones. La masacre fue el resultado directo de la reacción de varias facciones contra el decreto emitido por la Asamblea Nacional Constituyente.

## Desarrollo
El Club de los Cordeliers, un grupo populista, tomó la decisión de elaborar una petición para la protesta, contando con el apoyo inicial de los jacobinos, quienes terminaron por desmarcarse a sugerencia de Robespierre. Los Cordeliers procedieron a la creación de una petición más radical, demandando una República y planeando una protesta que ayudase a obtener más firmas.
Jacques Pierre Brissot, editor y redactor principal de Le Patriote français y presidente del Comité de Investigación de París, fue el encargado de elaborar la petición, en la cual se exigía la deposición del rey. Una multitud de 50.000 personas se reunió en el Campo de Marte el 17 de julio con el fin de firmar la petición, la cual llegó a ser firmada por 6.000 asistentes. Dos hombres fueron sorprendidos tratando de ocultarse en el Campo de Marte aquella mañana, siendo sospechosos de haberse escondido "posiblemente con la intención de tener una mejor vista de los tobillos de las damas", siendo colgados a continuación por quienes los descubrieron, incidente que Jean Sylvain Bailly, alcalde de París, utilizó para declarar la ley marcial. El marqués de La Fayette y la Guardia Nacional, la cual se encontraba bajo sus órdenes, fueron capaces de dispersar a la multitud.
Por la tarde, la muchedumbre, dirigida por Danton y Camille Desmoulins, regresó en mayor número. La Fayette intentó dispersarla de nuevo, lo que provocó que la gente lanzase piedras contra los miembros de la Guardia Nacional. Tras efectuar varios disparos de aviso, la guardia abrió fuego contra la multitud. El número exacto de fallecidos es desconocido, estimándose entre doce y cincuenta víctimas mortales.
Basándose en los informes relativos a la petición y al número de fallecidos, la multitud estaba integrada por ciudadanos de las secciones más pobres de París, algunos de ellos analfabetos. Los organizadores de la protesta deseaban, al parecer, la representación de París en su conjunto, en vez de por una única sección.

## Consecuencias
Tras la masacre, el movimiento republicano pareció quedar suprimido. 200 activistas involucrados en la protesta fueron arrestados tras la masacre, mientras que otros lograron huir. Las organizaciones cesaron su actividad y los periódicos dejaron de hacer publicaciones, si bien dicha situación no duró mucho tiempo.
La reputación de La Fayette, comandante de la Guardia Nacional, quedó seriamente dañada tras la masacre, no volviendo a ser visto nunca más como un aliado por parte de la sociedad francesa, dejando de contar con todo tipo de apoyo tras la masacre, motivo por el cual su influencia decayó notablemente en París.
En 1793, el alcalde de París, Bailly, murió ejecutado en la guillotina, siendo uno de los cargos que lo llevaron a ser condenado a muerte el haber incitado la masacre.